# Дуїсі
Дуїсі (груз. დუისი) — село в Грузії.
За даними перепису населення 2014 року в селі проживає 2354 особи.